# Classement intergiro du Tour d'Italie
Le classement intergiro du Tour d'Italie créé en 1989, était l'un des classements annexes de la course à étapes le Tour d'Italie. Il s'agissait d'un classement au temps. Au cours de la course, le leader du classement portait pour le différencier un maillot bleu.

## Histoire
Le classement Intergiro était un classement unique dans les courses cyclistes. L'Intergiro était réputé pour être compliqué, mais en réalité son concept était très simple.
À chaque étape, même lors d'un contre-la-montre, un Intergiro (ou sprint intermédiaire) se dispute aux environs de la mi-course. Dans les étapes en ligne le temps du premier est attribué à tout le monde. En fait, des bonifications de 30 secondes pour le premier, 24 pour le deuxième, puis 18, 14, 9 et 5 pour le sixième sont attribuées. Lors d'un contre-la-montre, les temps réels des six premiers au passage de l'Intergiro sont reportés au classement et les autres coureurs se voient tous attribuer le temps du 7e.
L'Intergiro était une façon pour les coureurs qui ne sont pas sprinteurs ou des prétendants à la victoire de se battre pour un maillot. Certains faisaient de ce maillot un objectif.
Cependant, l'importance de ce classement diminue au fil des années, au point que seulement 2 à 3 coureurs se disputent le maillot bleu lors des dernières années. Par conséquent, le classement Intergiro est remplacé par un classement du combiné lors du Tour d'Italie 2006. Ce classement remporté par Paolo Savoldelli fut remplacé par le classement des jeunes dès 2007. Un classement des étapes volantes, qui n'attribue pas de maillot, est également créé.

## Palmarès
| Année | Coureur                  | Équipe                              | Temps         | Autres maillots               |
| ----- | ------------------------ | ----------------------------------- | ------------- | ----------------------------- |
| 1989  | Jure Pavlič              | Carrera Jeans-Vagabond              | 49 h 50 min   | -                             |
| 1990  | Phil Anderson            | TVM                                 | 47 h 56min 8s | -                             |
| 1991  | Alberto Leanizbarrutia   | CLAS-Cajastur                       | 59h 34min 55s | -                             |
| 1992  | Miguel Indurain          | Banesto                             | 57h 38min 8s  | Maillot rose                  |
| 1993  | Ján Svorada              | Lampre-Polti                        | 53h 10min 33s | -                             |
| 1994  | Djamolidine Abdoujaparov | Team Polti                          | 62 h 39 min   | Maillot cyclamen              |
| 1995  | Tony Rominger            | Mapei-GB                            | 56h 4 min 21s | Maillot rose Maillot cyclamen |
| 1996  | Fabrizio Guidi           | Scrigno-Blue Storm                  | 59h 36min 45s | Maillot cyclamen              |
| 1997  | Dimitri Konyshev         | Roslotto-ZG Mobili                  | 52h 48min 18s | -                             |
| 1998  | Gian Matteo Fagnini      | Saeco-Cannondale                    | 62h 32min 12s | -                             |
| 1999  | Fabrizio Guidi           | Team Polti                          | 58h 47min 30s | -                             |
| 2000  | Fabrizio Guidi           | La Française des jeux               | 62h 50 min 5s | -                             |
| 2001  | Massimo Strazzer         | Mobilvetta Design-Formaggi Trentini | 51h 27min 14s | Maillot cyclamen Combativité  |
| 2002  | Massimo Strazzer         | Phonak Hearing Systems              | 55h 5 min 46s | Combativité                   |
| 2003  | Magnus Bäckstedt         | Team Fakta                          | 50h 20min 37s | -                             |
| 2004  | Raffaele Illiano         | Colombia-Selle Italie               | 49h 38min 14s | -                             |
| 2005  | Stefano Zanini           | Quick Step-Innergetic               | 54h 37min 1s  | -                             |

## Sources
- Le Giro à mi-chemin sur cyclismag.com
- (en) The Intergiro ! sur bbc.uk